# Ираклий Старший
Ира́клий Ста́рший (лат. Heraclius, греч. Ηράκλειος) — византийский военачальник, отец византийского императора Ираклия I (правил в 610—641 годах).
Ираклий Старший отличился в войнах против Сасанидского Ирана в 580-х годах. Около 600 года он был назначен экзархом Африки. В 608 году Ираклий и его сын восстали против узурпатора Фоки (правил в 602—610 годах). Используя византийскую часть Африки в качестве своей базы, Ираклий Младший сумел свергнуть Фоку, после чего основал династию Ираклия, правившую Византией на протяжении целого столетия. Ираклий Старший скончался вскоре после получения известия о восхождении своего сына на престол.

## Происхождение
Сведений о предках Ираклия не сохранились. По мнению некоторых исследователей, они имели армянское происхождение. Согласно «Кембриджской истории древнего мира», происхождение его из византийской Армении устанавливается на основании сообщения Феофилакта Симокатты:

Филиппик во время своего пути узнал, что стратигом император назначил Приска. Поэтому, прибыв в Тарс, он отправил письмо Ираклию, в котором дал ему знать, чтобы тот, покинув войско, вернулся в свой родной город в Армению, откуда был родом, а войско передал Нарсесу, эгемону города Константины.
Эту версию оспаривает греческий византинист Антоний Каделлис, по мнению которого, она основана на ошибочном прочтении текста Симокатты, и речь в письме идёт не о родном городе Ираклия, а о местоположении его штаба.
Название армянского города в сообщении Симокатты не упоминается. По предположению британских историков Мэри и Майкла Уитби, Ираклий занимал в то время должность военного магистра Армении. Если это так, то под «его родным городом» подразумевается Феодосиополис (ныне Эрзурум) — штаб византийских войск в Армении и главный военный оплот Византии на северо-восточной границе империи, заново отстроенный и укреплённый в правление императоров Анастасия I и Юстиниана I.
По мнению британского византиниста Сирила Мэнго, Ираклий был потомком своего тёзки, византийского полководца V века Ираклия Эдесского, имевшего сирийские или римские корни. Американский специалист по истории Закавказья Кирилл Туманов, основываясь на одном из мест в сочинении армянского историка VII века Себеоса «История императора Иракла», причислял Ираклия к потомкам армянской царской династии Аршакидов. К той же точке зрения склонялись русский востоковед Александр Васильев, арабский историк Ирфан Шахид. Византийские хронисты Иоанн Никиусский и Константин Манассия, судя по всему, считали сына Ираклия каппадокийцем. Это, однако, может указывать лишь на место рождения, а не на этническую принадлежность Ираклия Младшего.

## Семья
В «Краткой истории» патриарха Константинопольского Никифора содержится упоминание о брате Ираклия Старшего Григории — отце военачальника Никиты. Феофан Исповедник сообщает о матери императора Ираклия — жене Ираклия Старшего Епифании.
Ираклия Старшего называют отцом императора Ираклия Феофилакт, Иоанн Никиусский, патриарх Никифор, Феофан, Агапий, Георгий Кедрин, Иоанн Зонара, Михаил Сириец, Никифор Каллист Ксанфопул, Суда, Хроники 1234 года и другие источники.
Сведения об остальных наследниках Ираклия противоречивы. С большой степенью достоверности засвидетельствовано существование брата Ираклия Младшего по имени Феодор. Патриарх Никифор сообщает о сестре императора Марии, приходившейся матерью его супруге Мартине. В свою очередь, Георгий Кедрин и Михаил Сириец считают Мартину дочерью неназванного брата Ираклия Младшего. Феофан кратко упоминает об умершем в Гелиополисе (ныне Баальбек) в 652/653 году брате Ираклия Младшего по имени Григорий — возможно, спутав его с дядей императора, носившим то же имя.

## Карьера

### Под начальством Филиппика
Ираклий Старший впервые упоминается в качестве военачальника при византийском полководце Филиппике во время ирано-византийской войны 572—591 годов. Ираклий командовал центром византийской армии в битве при Солахоне весной 586 года. После битвы он был послан на разведку, чтобы подтвердить слухи о прибытии персидских подкреплений.

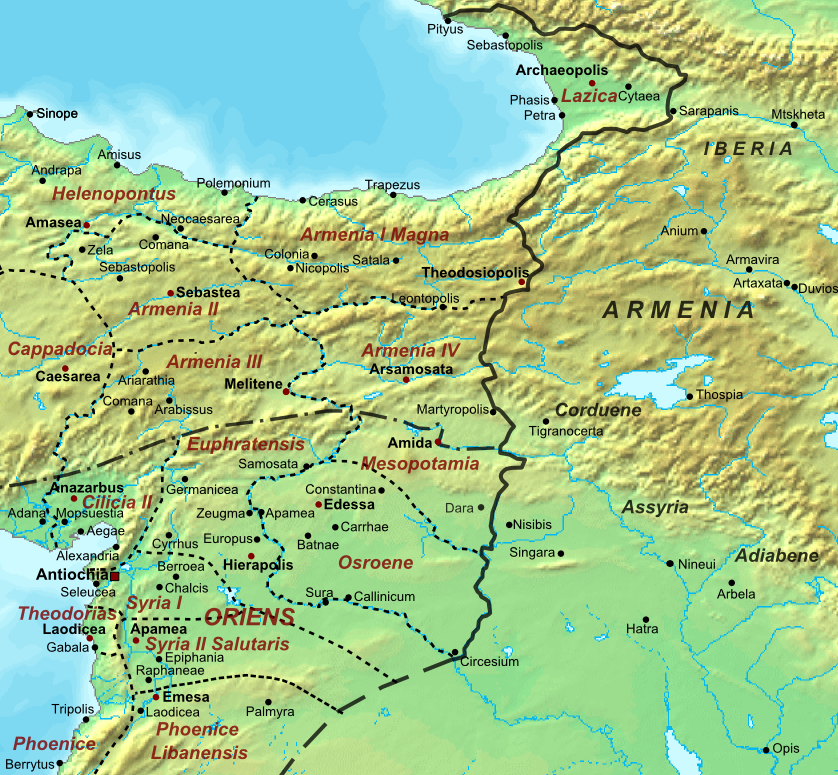
Ирано-византийская граница между 565 и 591 годами

Во главе византийских войск, вторгшихся в Арзанену, Филиппик приступил к осаде главного города области — Хломарона. На следующий день на сторону Византии перешли местные вожди Иовий и Маруфас, пообещавшие византийцам показать идеальные позиции для строительства неприступных крепостей. Укрепления должны были обеспечить Византии господство над проходом через Таврские горы и Хаккари и, как следствие, контроль над маршрутами, связывавшими Арзанену с Персарменией и Нижней Месопотамией. Филиппик отправил на осмотр предполагаемых позиций своего заместителя (ипостратига) Ираклия.
Миссия Ираклия состояла из двадцати человек, неодетых в доспехи. Вскоре византийский отряд столкнулся с войсками нового персидского военачальника Хардаригана. Феофилакт Симокатта отмечает, что

Хардариган направился против ромеев, собрав множество людей, неопытных в военном искусстве, чуждых звукам военных труб; кроме того, он собрал большое количество вьючных животных и верблюдов и с ними двинулся вперёд.
Тем не менее, Хардариган атаковал плохо оснащённый отряд Ираклия, и византийский военачальник был вынужден отступить, постоянно передвигаясь по холмам. Ночью он отослал гонца с предупреждением о приближающейся угрозе.
Армия Филиппика в беспорядке бежала на византийскую территорию. Достигнув Амиды и приступив к восстановлению старой крепости на горе Изала, Филиппик — возможно, из-за болезни — передал командование армией Ираклию. Войско, приведённое в порядок Ираклием, двинулось походом, держась небольших возвышенностей вдоль берегов Изалы и Тигра, оставило Фаманон (крепость на восточном берегу Тигра) и вошло в южную часть Мидии. Разорив всю эту область, Ираклий вернулся в пределы византийского государства и укрылся в Феодосиополисе. Феофилакт Симокатта указывает, что Филиппик и Ираклий перезимовали в Феодосиополисе вместе.
Весной 587 года Филиппик опять заболел, из-за чего был неспособен продолжать кампанию лично. Две трети своего войска он передал под командование Ираклия, оставшуюся часть — военачальникам Феодору и Андрею, поручив им производить набеги и вторжения в персидские земли и разорять их. Через некоторое время Ираклий осадил и взял неназванную сильную персидскую крепость. Сообщение Феофана Исповедника о том, что после взятия крепости Ираклий присоединился к Феодору, осаждавшему Беиудаес, по всей видимости, ошибочно: Феофан явно не понял соответствующее место из Феофилакта, согласно которому в этой осаде участвовали только Феодор и Андрей.
В конце 587 года Филиппик вернулся в Константинополь, оставив Ираклия во главе армии на зимовку. Ираклий принял меры для восстановления дисциплины в войсках. По словам Феофилакта, «Ираклий стал наказывать тех, которые ушли из римского войска. И тех, которые, сказав „прости“ трудам, без толку переходили то туда, то сюда, он приводил в разум, применяя к ним пытки». В начале 588 года император Маврикий (правил в 582—602 годах) заменил Филиппика на Приска. Тогда Филиппик отправил письмо Ираклию, в котором написал, чтобы тот покинул армию и вернулся в свой родной город, а войско оставил эгемону города Константины Нарсесу. Желая причинить неприятности Приску, он отослал солдатам императорский указ, снижавший норму воинского продовольствия на четверть. Это привело к мятежу войск, отказавшихся выполнять приказы Приска. Мятеж закончился, когда Приск был снят с должности, а Филиппик вновь назначен командующим восточной армией.

### Под начальством Коментиола
Осенью 589 года Ираклий предположительно принял участие в битве при Сисарбаноне (неподалёку от Нисибиса) под командованием Коментиола. По сообщению Феофилакта, во время сражения Коментиол бежал (возможно, к Феодосиополису — ныне Рас-эль-Айн), после чего Ираклий, принявший на себя командование над оставшимися войсками, одержал вместе с ними победу. Не исключено, однако, что Феофилакт, живший и писавший в царствование Ираклия I, выдумал постыдное бегство Коментиола, пытаясь преувеличить боевые заслуги отца императора. Современник битвы писатель Евагрий Схоластик сообщает, что Коментиол находился в гуще сражения, а Ираклия Старшего вообще не упоминает.

### Армянское восстание
Около 595 года Ираклий Старший исполнял обязанности военного магистра Армении — вероятно, сменив на этом посту Иоанна Мистакона. В Армении он воевал против восставших местных князей. Преемником Ираклия стал, по всей видимости, Сурен. Служба в Армении, хотя и была недолгой, укрепила связи Ираклия с этой страной.

### Экзарх Африки
В 608 году Ираклий упоминается как патрикий и экзарх Африки. По словам патриарха Никифора, Ираклий был назначен на эту должность императором Маврикием незадолго до свержения последнего в 602 году. Возможно, Ираклий сменил на этом посту Иннокентия, бывшего экзархом между 598 и 600 годами. Пользовавшийся благосклонностью Маврикия, Ираклий Старший имел все основания сохранять ему верность. Экзарх и его африканский двор открыто оплакивали казнь Маврикия узурпатором Фокой, расточая похвалы умершему императору.
По мнению известного французского византиниста Шарля Диля, в начале VII века византийская Африка, находившаяся под постоянной угрозой набегов враждебных берберов, претерпела экономический и демографический спад. Согласно новым археологическим свидетельствам Африканский экзархат, напротив, был одним из самых богатых районов империи — хотя и имел меньшее значение, чем византийский Египет. Есть доказательства оживлённой торговли между византийской Африкой и Франкским государством, продолжавшейся в течение всего VII столетия. Рыболовство и сельское хозяйство, особенно в непосредственной близости от реки Меджерда, также, по-видимому, переживали расцвет. Зерно, оливковое масло и вина не только спасали местное население от голода, но и составляли значительную часть экспорта. Местная элита занималась строительством церквей. Вероятно, Ираклий стремился установить родственные связи с её представителями: первой женой Ираклия Младшего стала Евдокия, дочь местного землевладельца Рогаса.

### Восстание против Фоки
В 608 году Африканский экзархат восстал против императора Фоки. Последующий поход против Фоки представляется византийскими историками как месть за смерть Маврикия, возможно, ставшую одной из причин этого восстания. В качестве другой причины историк Уолтер Кеджи назвал «холодный политический расчёт»: Карфаген находился на безопасном расстоянии от Константинополя, и Фока не мог легко атаковать его. Источником финансирования восстания могло стать относительное богатство Африканского экзархата. Кроме того, режим Фоки зависел от поставок зерна и налогов из Африки. Между тем, персидский шах Хосров II Парвиз взял под контроль византийскую крепость Дару, мобилизовав свои войска для крупномасштабного вторжения в византийские пределы. Фока, столкнувшийся с врагами сразу на двух фронтах, был в состоянии сосредоточить сильную армию только на одном из них, что давало Ираклию шанс победить в противостоянии с императором.
После начала восстания Ираклий Старший и Ираклий Младший были объявлены консулами. Значение этого провозглашения очевидно: ни один человек, кроме императора, не объявлялся консулом, начиная с правления Юстиниана I. Монетные дворы Карфагена, а затем и Александрии, отчеканили монеты, изображавшие Ираклия и его сына в консульских одеждах.
Иоанн Антиохийский и патриарх Никифор сообщают, что Ираклий Старший вёл переписку с Приском, комитом экскувиторов. Недовольный императором, Приск — к тому времени зять Фоки — якобы обещал Ираклию поддержку в случае восстания и сдержал слово, когда оно началось. Данная история сомнительна: когда был поднят бунт, Приск действительно занял сторону Ираклия, но нет никаких оснований предполагать, что он подстрекал его к восстанию. По словам патриарха Никифора, перед началом восстания Ираклий Старший советовался со своим братом Григорием, что может указывать на причастность последнего к подстреканию мятежа. Никифор сообщает также, что Григорий надеялся возвести на престол собственного сына Никиту, но современные историки считают это маловероятным.
В 609—610 годах положение Фоки и его сторонников серьёзно осложнилось. Война против империи Сасанидов окончилась поражением. Персидская армия вторглась в Месопотамию, Армению, Сирию и анатолийские провинции. В Африке и Египте поднялись восстания. Славяне заняли северную Иллирию. В Фессалониках и других городах Анатолии и Сирии вспыхнул конфликт между синей и зелёной партиями ипподрома. Евреи, восставшие в сирийских областях, убивали христиан. В самом Константинополе народ открыто насмехался над пристрастием Фоки к алкоголю.
В 610 году к границам Антиохии приблизились войска персидского полководца Фаррухана Шахрвараза. Персидский фронт, однако, не был непосредственной угрозой власти Фоки; гораздо большую опасность для неё представляли африканские мятежники. Обеспечив контроль над Египтом, они вторглись в Сирию и на Кипр, в то время как большой флот под командованием Ираклия Младшего отплыл в Константинополь. К походу Ираклия Младшего присоединились его сицилийские, критские и фессалоникийские союзники. В октябре 610 года мятежники достигли Константинополя. Фока мог защищать город только при помощи экскувиторов и нерегулярных частей синих и зелёных, однако комит экскувиторов Приск и партия зелёных приняли сторону Ираклия. Константинополь перешёл к Ираклию практически без сопротивления.
Заняв трон, Ираклий Младший казнил Фоку, а также нескольких родственников и сторонников бывшего императора. По словам Иоанна Никиусского, Ираклий Старший умер вскоре после получения известия о восхождении сына на престол.

## Оценка деятельности
Военные достижения Ираклия Старшего, считавшегося видным военачальником своего времени, были довольно скромными. Вероятно, византийские историки преувеличивали его боевые заслуги, стремясь вывести происхождение Ираклия I от «прославленных предков».